# مارنگو (ایلینوی)
مارنگو، ایلینوی (به انگلیسی: Marengo, Illinois) یک شهر در ایالات متحده آمریکا با جمعیت ۷٬۶۴۸ نفر است که در ایلی‌نوی واقع شده‌است.